# Ботанічний сад «Юннатівський»
Юнна́тівський — ботанічний сад місцевого значення в Україні. Об'єкт природно-заповідного фонду Сумської області. 
Розташований у місті Суми, за адресою: вулиця Харківська, 13. 
Площа 1,2779 га. Статус надано 10 жовтня 2010 року. Перебуває у віданні: Сумський міський центр еколого-натуралістичної творчості учнівської молоді управління освіти і науки Сумської міської ради.

## Історія
Рішення про внесення на розгляд Сумської міської ради пропозиції щодо організації на території Сумського міського центру еколого-натуралістичної творчості учнівської молоді управління освіти і науки Сумської міської ради об'єкту природно-заповідного фонду «Ботанічний сад місцевого значення «Юннатівський» було прийнято Виконавчим комітетом Сумської міської ради 6 жовтня 2009 року.
Через рік, 10 жовтня 2010 року, Сумська міська рада оголосила цю територію ботанічним садом місцевого значення «Юннатівський».

## Мета створення
Створений для збереження колекцій природних та екзотичних деревних і чагарникових видів рослин, деякі з яких занесені до Червоної книги України. 
Крім природоохоронної, ботанічний сад має наукову, естетичну, рекреаційну, пізнавальну, еколого-освітню, виховну та історико-культурну цінність. Він сприяє збереженню генофондрідкісних та зникаючих видів рослин і тварин, розмноження і реінтродукція їх у природі та вивченню біологічних особливостей вирощування видів, оптимальних способів розмноження видів, фенологічним дослідженням.

## Характеристика
На території саду розташовані експозиції ботанічних колекцій рослин закритого і відкритого ґрунту: квітково-декоративних, лікарських, кімнатних, дендрологічних тощо. Також тут працюють музей хліба, краєзнавчо-етнографічний музей, навчально-тваринницька ферма, комплекс акваріумного рибництва тощо. 
Колекції рослин і тварин містять рідкісні, екзотичні та занесені до Червоної книги України види. В Ботанічному саду проводиться наукова, навчальна і освітня робота.

## Галерея

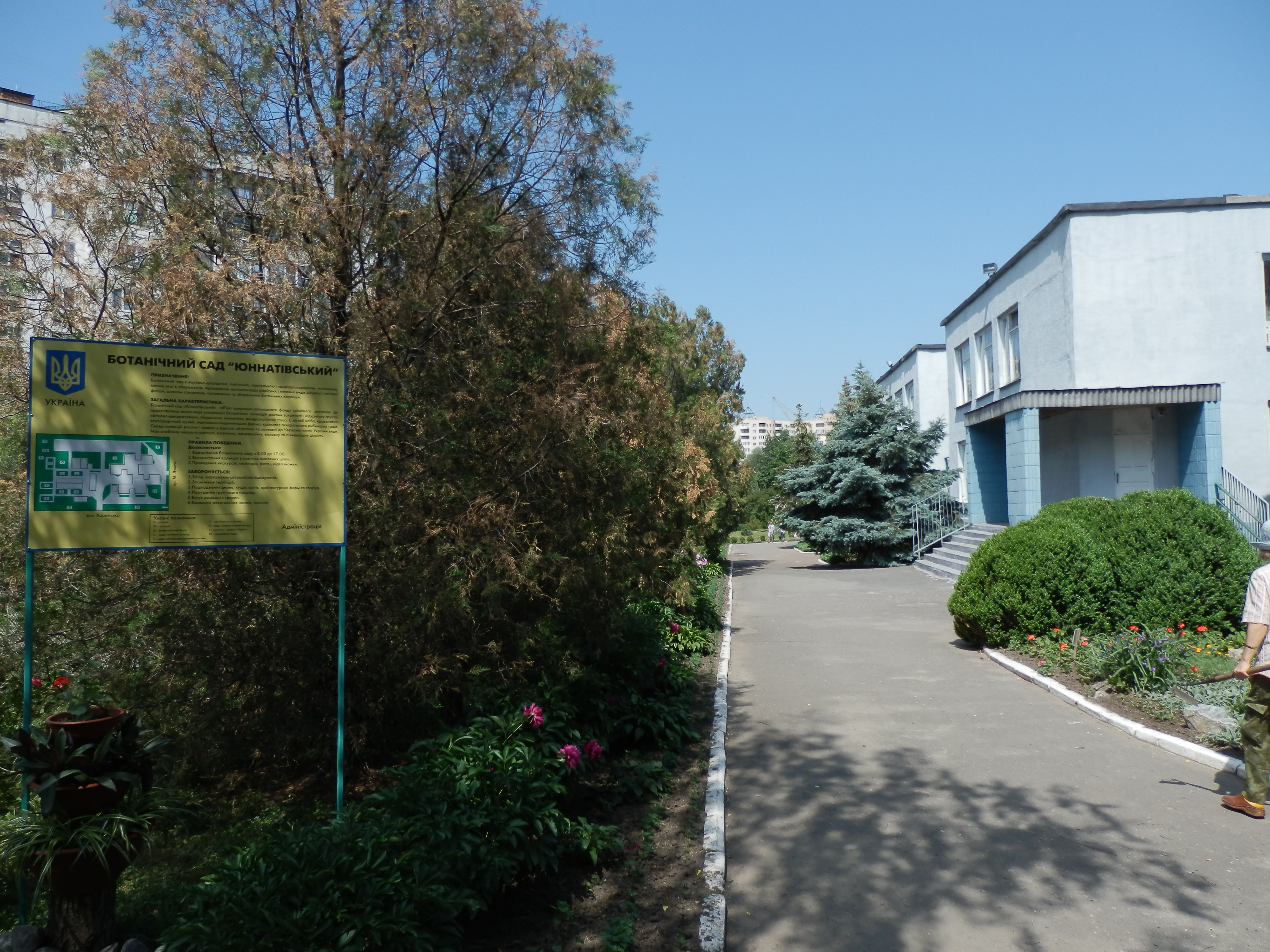
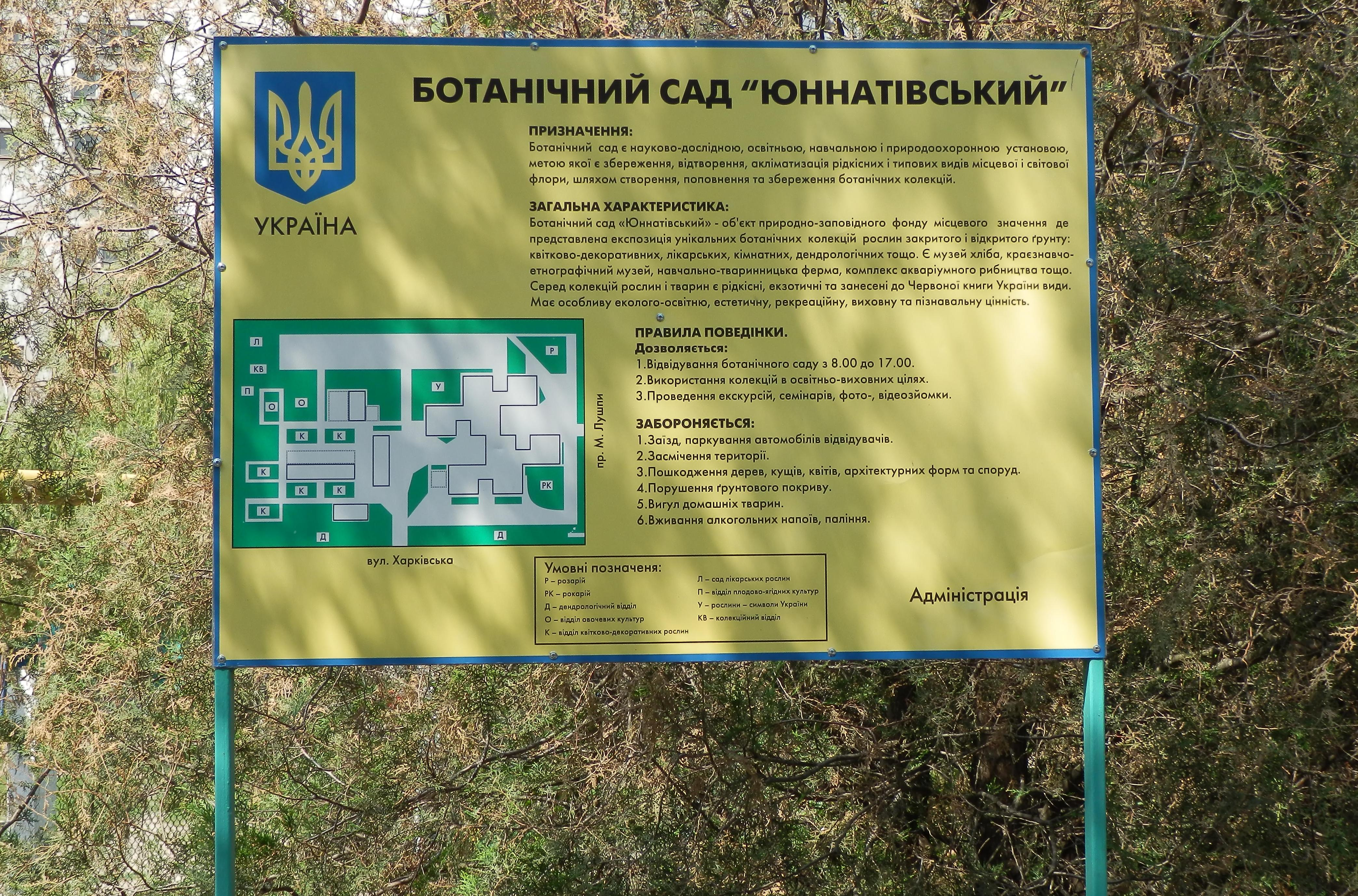
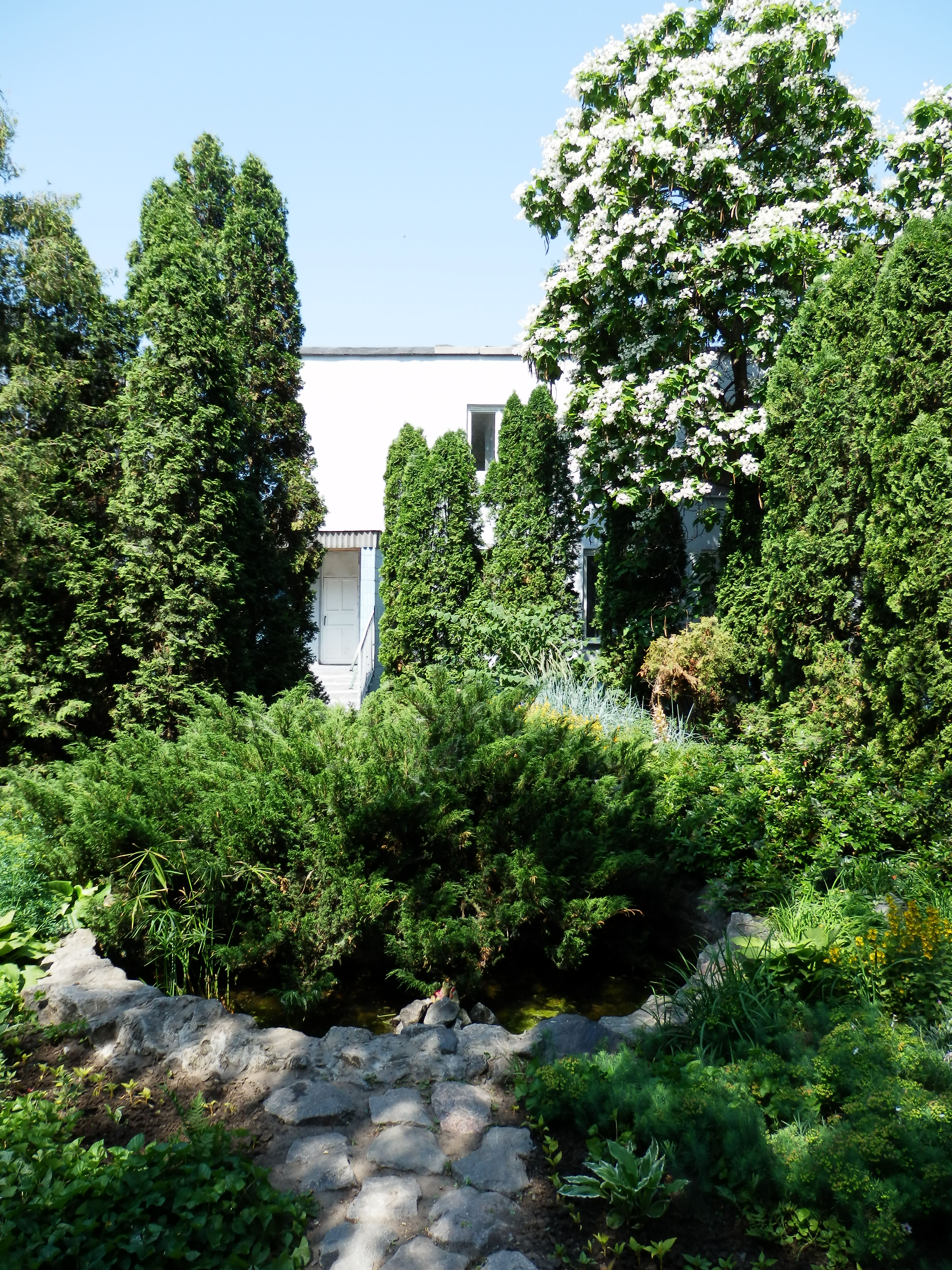
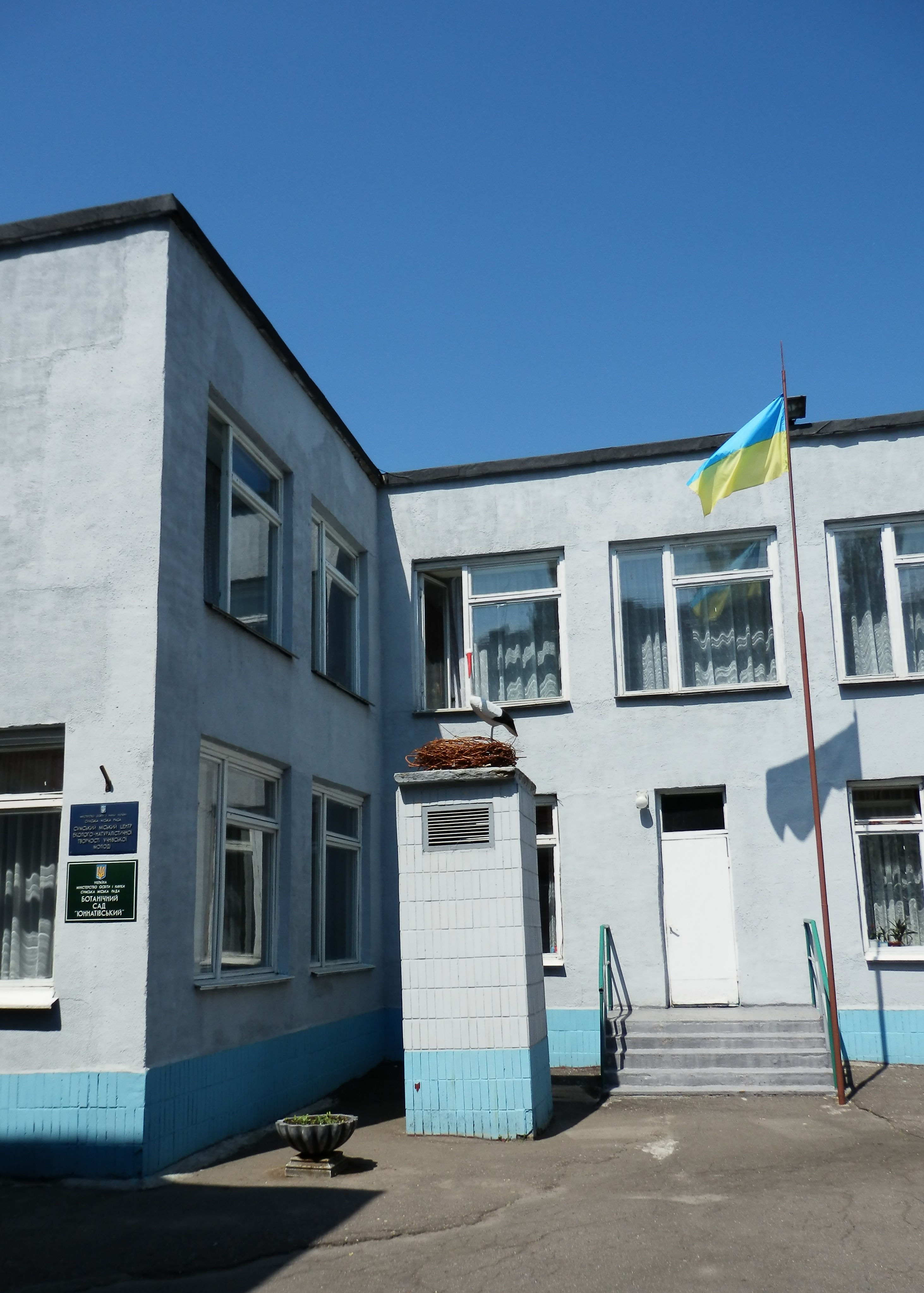